# Ростовський район
Ростовський район (рос. Ростовский район) — адміністративна одиниця Ярославської області Російської Федерації.
Адміністративний центр — місто Ростов.

## Адміністративний поділ
До складу району входять одне міське та 4 сільських поселення:
1. міське поселення Ростов (в межах м. Ростов)
2. сільське поселення Ішня (смт Ішня)
  - Ішня (відповідає смт Ішня)
  - Савинський сільський округ
  - Шугорський сільський округ
  - Шурскольський сільський округ
3. сільське поселення Петровське (смт Петровське)
  - Петровське (відповідає смт Петровське)
  - Дмитріановський сільський округ
  - Ітларський сільський округ (с. Ітларь)
  - Любілковський сільський округ
  - Караський сільський округ
  - Нікольський сільський округ
  - Перовський сільський округ
  - Фатьяновський сільський округ
4. сільське поселення Порєчьє-Рибне (смт Порєчьє-Рибне)
  - Порєчьє-Рибне (відповідає смт Порєчьє-Рибне)
  - Порєцький сільський округ
5. сільське поселення Семибратово (смт Семибратово)
  - Семибратово (відповідає смт Семибратово)
  - Мосейцевський сільський округ
  - Ново-Нікольський сільський округ (с. Ново-Нікольське)
  - Семибратовський сільський округ
  - Сулостський сільський округ
  - Татіщевський сільський округ
  - Угодицький сільський округ

## Люди
В районі народилися:
- Кривов Микола Олександрович — Герой Радянського Союзу (село Гаврилково).